# Río San Francisco (Córdoba)
El Río San Francisco (también conocido como Río Grande de Punilla) es un corto río en la provincia de Córdoba, Argentina. Se encuentra en el área del valle de Punilla y es parte de la cuenca superior del río Suquía o Primero. Es endorreico y de tipo torrentoso.
La naciente del Río San Francisco se encuentra en un paraje a la vera de la Ruta Nacional 38 entre las ciudades de Villa Giardino y La Cumbre, donde emerge a la superficie. En su corto recorrido hasta el Río Cosquín que junto al Río Yuspe lo crean (en la región, se conoce a este punto como La Juntura de los ríos), recibe el aporte de varios pequeños riachuelos y arroyos, que no modifican su curso ni caudal. Fluye de Norte a sur por el valle de Punilla, pasando por la ciudad de Villa Giardino, La Falda, Valle Hermoso, Casa Grande y Molinari, para, finalmente desembocar en la naciente del Río Cosquín.

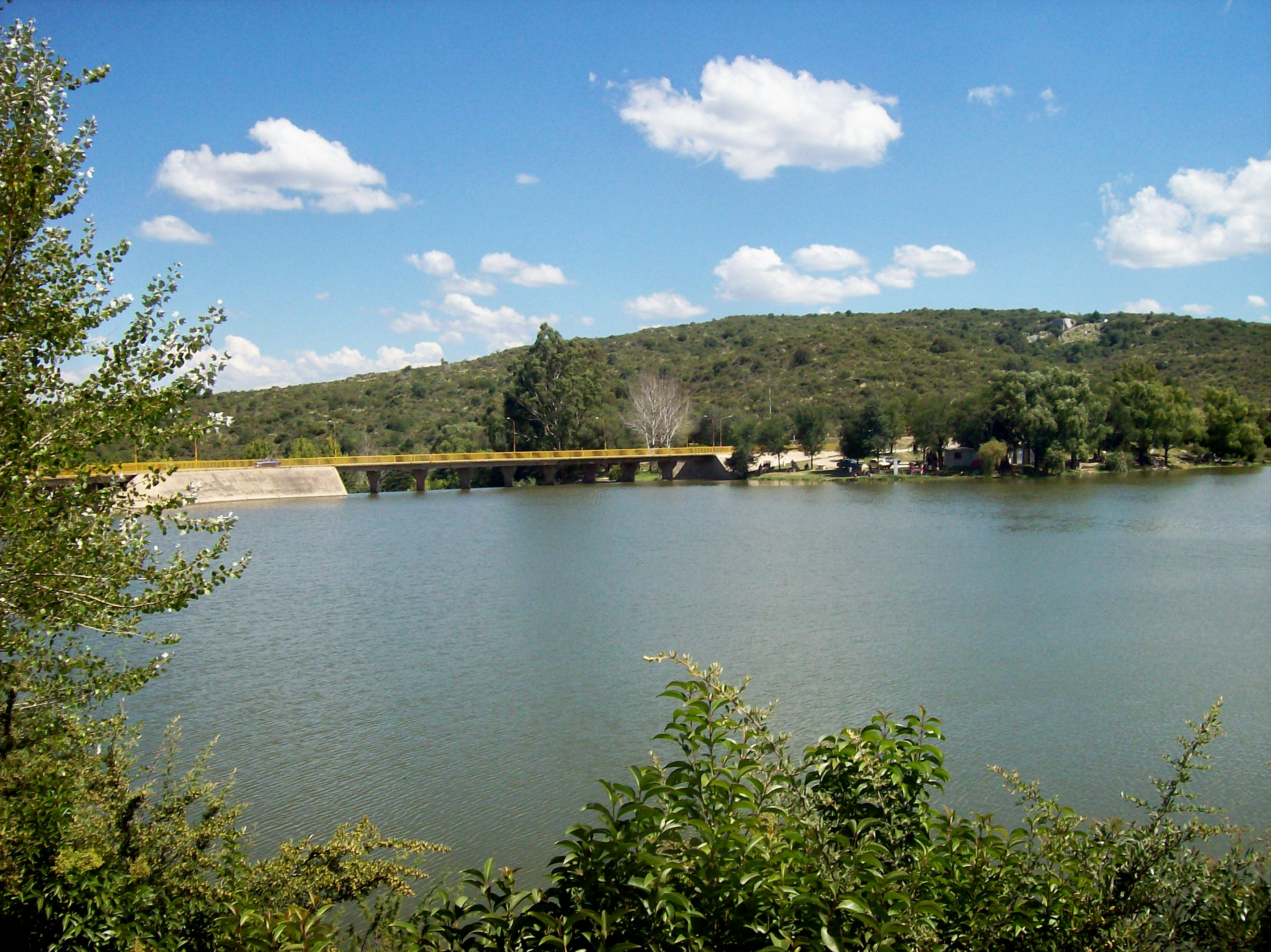
Embalse sobre el Río.

- Datos: Q20973180
- Multimedia: Río San Francisco (Córdoba) / Q20973180